# Jeremy Brett
Jeremy Brett, pseudonimo di Peter Jeremy William Huggins (Berkswell, 3 novembre 1933 – Londra, 12 settembre 1995), è stato un attore britannico, famoso per aver interpretato il personaggio di Sherlock Holmes nella serie televisiva Le avventure di Sherlock Holmes prodotta dall'ITV Granada (all'epoca Granada Television) tra gli anni ottanta e novanta.

## Biografia
Jeremy Brett nacque a Berkswell, nella contea del Warwickshire, da una famiglia di nobili origini, discendente dai Lord Lieutenant del Warwickshire. In gioventù dovette abbandonare gli studi tradizionali a causa di una grave forma di dislessia, ma ciò non gli impedì di frequentare poi la Central School of Speech and Drama di Londra. L'esordio come attore professionista avvenne nel 1954 al Library Theatre di Manchester. Nel 1956 debuttò all'Old Vic in una commedia di Shakespeare, Troilo e Cressida, che gli aprì le porte del teatro shakespeariano, fino ad arrivare a Broadway a rappresentare il Riccardo III e al Royal National Theatre nella compagnia di Laurence Olivier, dove recitò nel Mercante di Venezia nel ruolo di Bassanio a fianco dello stesso Olivier (Shylock) e Joan Plowright (Porzia).
Nel 1967, i produttori cinematografici Harry Saltzman e Albert R. Broccoli pensarono a Brett come sostituto di Sean Connery per il nuovo film su James Bond, Agente 007 - Al servizio segreto di Sua Maestà, ma poi la scelta cadde sull'attore australiano George Lazenby, e anche per il successivo film, Vivi e lascia morire (1973), gli fu fatta un'audizione, ma il ruolo di Bond andò a Roger Moore. Sul grande schermo Brett partecipò comunque a diverse pellicole di rilievo, come Guerra e pace (1956) e My Fair Lady (1964), a fianco di Rex Harrison e Audrey Hepburn. Per il piccolo schermo da citare il ruolo di D'Artagnan in un adattamento televisivo del romanzo I tre moschettieri (1966), e il ruolo di Danilo in un altro adattamento televisivo dell'operetta La vedova allegra (1968).
Nel 1958 sposò l'attrice Anna Massey, figlia dell'attore canadese Raymond Massey, dalla quale nel 1959 ebbe un figlio, David Huggins, che diverrà un noto fumettista, illustratore e romanziere inglese, nonché attore come i genitori. Nel 1962 la Massey chiese il divorzio dopo che il marito l'aveva lasciata per un uomo. Curiosamente lavorarono assieme per la prima volta, diversi anni dopo la separazione, nel 1979, per la BBC Television, nel rifacimento del film di Alfred Hitchcock, Rebecca - La prima moglie. Tra il 1969 e il 1976 Brett fu impegnato in una relazione con l'attore Gary Bond, mentre nella seconda metà degli anni sessanta ebbe una relazione con Paul Shenar. Nel 1976 si risposò con Joan Sullivan Wilson, che morì di cancro il 4 luglio 1985, poco dopo che l'attore aveva finito di girare la morte di Holmes nell'episodio Il problema finale. Questo evento scosse Brett al punto che le riprese della seconda serie Granada, Il ritorno di Sherlock Holmes, subirono un forte rallentamento. Sul set egli divenne sempre più maniacale nell'interpretazione di Holmes e le sue eccessive variazioni di umore si fecero sempre peggiori e frequenti. Affetto da disturbo bipolare (psicosi maniaco-depressiva), nel 1986 fu ricoverato in una clinica psichiatrica. Successivamente, nel 1991, Brett lavorò con l'attore Daniel Massey, fratello di Anna, in un episodio della serie televisiva "Il Taccuino di Sherlock Holmes", L'enigma di Thor Bridge, per la Granada Television.
Sofferente anche di problemi cardiaci (il suo cuore era il doppio della dimensione normale), Brett aveva difficoltà di respirazione e sul set necessitava di una maschera di ossigeno. «Ma, miei cari, lo spettacolo deve andare avanti», era il suo unico commento. La funzionalità delle sue valvole cardiache era stata segnata dalla febbre reumatica contratta sin da bambino. Morì nel 1995, a soli 61 anni, nella sua residenza londinese di Clapham, per insufficienza cardiaca. In quel periodo era impegnato nelle riprese dell'ultima serie televisiva Le memorie di Sherlock Holmes, che furono sospese. Nel penultimo episodio della serie andato in onda, La pietra di Mazarino, Brett apparve solo in un cameo, sostituito nelle indagini da Charles Gray nei panni di Mycroft, fratello di Sherlock.
Il 12 settembre 2015, nel ventesimo anniversario della morte di Brett, si è tenuta una celebrazione nel parco di Clapham Common a Londra. Erano presenti molti fan, oltre che David Burke, attore che impersonò Watson nella serie Le avventure di Sherlock Holmes. Sulla panchina dedicata a Brett, su cui fra l'altro è presente anche una targa, sono state poste rose e si è tenuto un discorso commemorativo.

## Sherlock Holmes
La consacrazione di Brett avvenne grazie all'interpretazione nella serie televisiva Le avventure di Sherlock Holmes, andata in onda dal 1984 al 1994, per la quale la critica lo considerò l'erede naturale, se non superiore, a Basil Rathbone. Il giornalista Mel Gussow del The New York Times, in un articolo, definì Brett la reincarnazione del personaggio immaginato da Arthur Conan Doyle.
In una delle sue ultime interviste Brett dichiarava: "Holmes è la parte più difficile che abbia mai impersonato, più difficile di Amleto e Macbeth. Holmes è diventato il lato oscuro della Luna per me. Lui è volubile e solitario e io sono invece socievole e gregario. Ciò è divenuto per me troppo pericoloso.".
Prodotta dalla Granada Television, furono girati 41 episodi tra il 1984 e il 1994, suddivisi in quattro serie:
1. Le avventure di Sherlock Holmes - 13 episodi, trasmessi nella stagione 1984-85.
2. Il ritorno di Sherlock Holmes - 13 episodi, trasmessi dal 1986 al 1988.
3. Il taccuino di Sherlock Holmes - 9 episodi, trasmessi dal 1991 al 1993.
4. Le memorie di Sherlock Holmes - 6 episodi, trasmessi nel 1994.

Nel ruolo del Dottor Watson si alternarono gli attori David Burke e Edward Hardwicke, figlio del celebre Sir Cedric Hardwicke. Mentre nel ruolo di Mycroft, fratello di Holmes, fu scelto l'attore Charles Gray, che aveva già interpretato il ruolo nel 1976 nel film Sherlock Holmes: soluzione settepercento

## Filmografia parziale

### Cinema
- Svengali, regia di Noel Langley (1954)
- Guerra e pace (War and Peace), regia di King Vidor (1956)
- The Wild and the Willing, regia di Ralph Thomas (1962)
- Il limite della vergogna (The Very Edge), regia di Cyril Frankel (1963)
- Così bella, così sola, così morta (Girl in the Headlines), regia di Michael Truman (1963)
- Act of Repriasal, regia di Erricos Andreou e Robert Tronson (1964)
- My Fair Lady, regia di George Cukor (1964)
- Il tocco della medusa (The Medusa Touch), regia di Jack Gold (1978)
- Macbeth, regia di Arthur Allan Seidelman (1981) - video
- Alla fine del tunnel (Mad Dogs and Englishmen), regia di Henry Cole (1995)
- Moll Flanders, regia di Pen Densham (1996)

### Televisione
- Knock on Any Door – serie TV, episodio 1x05 (1965)
- Gli invincibili (The Protectors) – serie TV, episodio 1x21 (1973)
- Il mercante di Venezia (The Merchant of Venice), regia di John Sichel – film TV (1973)
- L'incredibile Hulk (The Incredible Hulk) – serie TV, episodio 1x05 (1978)
- Rebecca, la prima moglie (Rebecca) – miniserie TV (1979)
- Le avventure di Sherlock Holmes (The Adventures of Sherlock Holmes) – serie TV, 41 episodi (1986-1996)

## Doppiatori italiani
Nelle versioni in italiano delle opere in cui ha recitato, Jeremy Brett è stato doppiato da:
- Giuseppe Rinaldi in Guerra e pace
- Gianni Marzocchi in My Fair Lady
- Massimo Foschi ne Il mercante di Venezia
- Romano Malaspina in Le avventure di Sherlock Holmes

## Influenza culturale
Nel suo album Human Encounter (Incontro Umano) (2011) Salim Ghazi Saeedi ha dedicato a Jeremy Brett una canzone intitolata For Jeremy, Embodying the Mastermind (Per Jeremy, che incarna la mente superiore).